# 1127-es mellékút (Magyarország)
Az 1127-es számú mellékút egy négy számjegyű mellékút Komárom-Esztergom vármegyében, amely Süttő és Vértestolna között húzódik, áthaladva Tardoson. Mintegy 19,1 kilométer hosszú, négyszámjegyű, 2x1 sávos kivitelben kiépített összekötő út a 10-es főút és az 1128-as mellékút között, kezelője a Magyar Közút Kht. Komárom-Esztergom Vármegyei igazgatósága. Érdekessége, hogy az 1128-as úttal kétszer is találkozik: előbb csak keresztezi azt, Tardos és Vértestolna között, majd miután elhagyja e község lakott területét, újra találkozik ezzel az úttal, ám ott már véget is ér.

## Nyomvonala

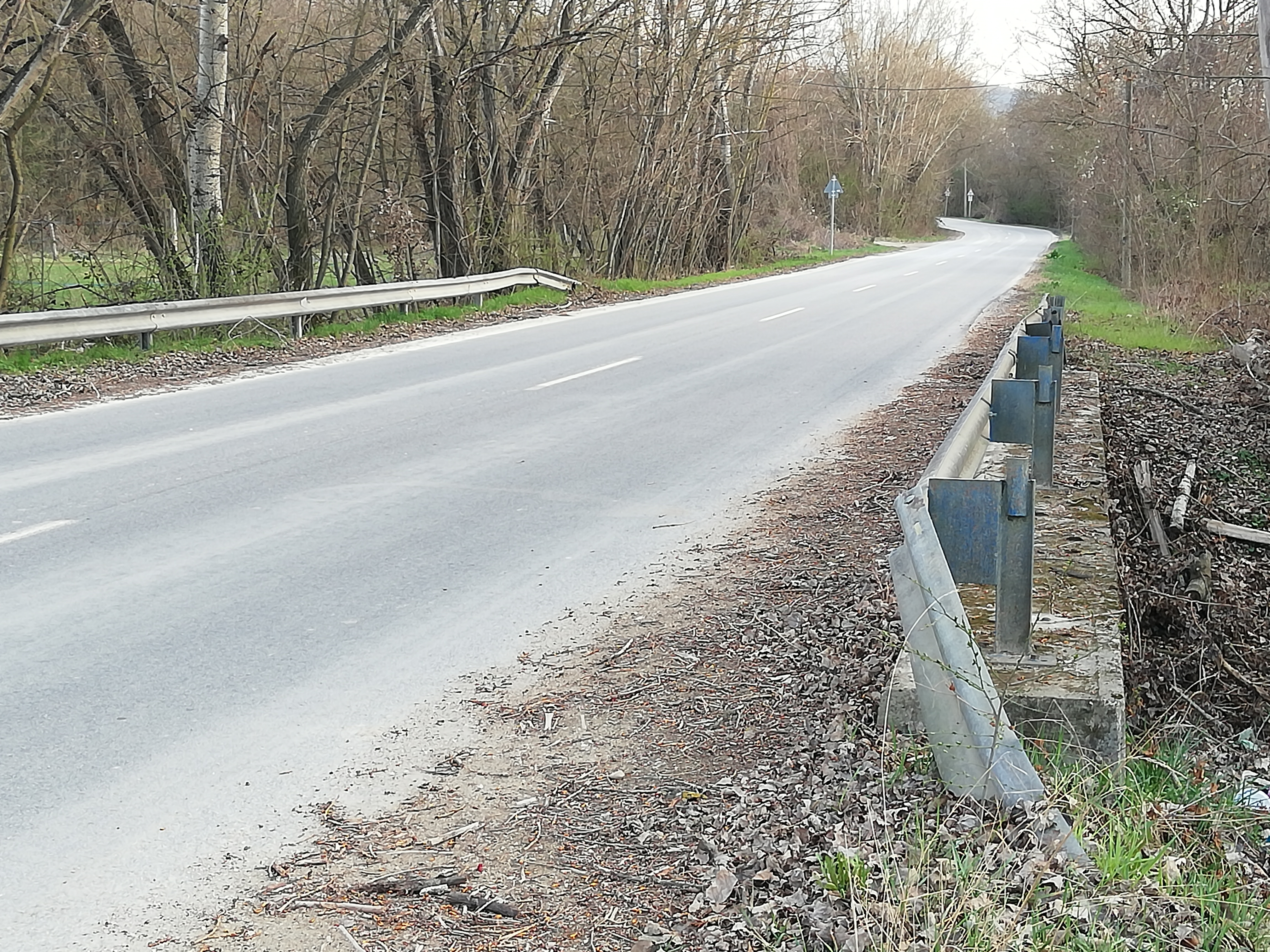
A Bikol-patak feletti hídja Süttő határában

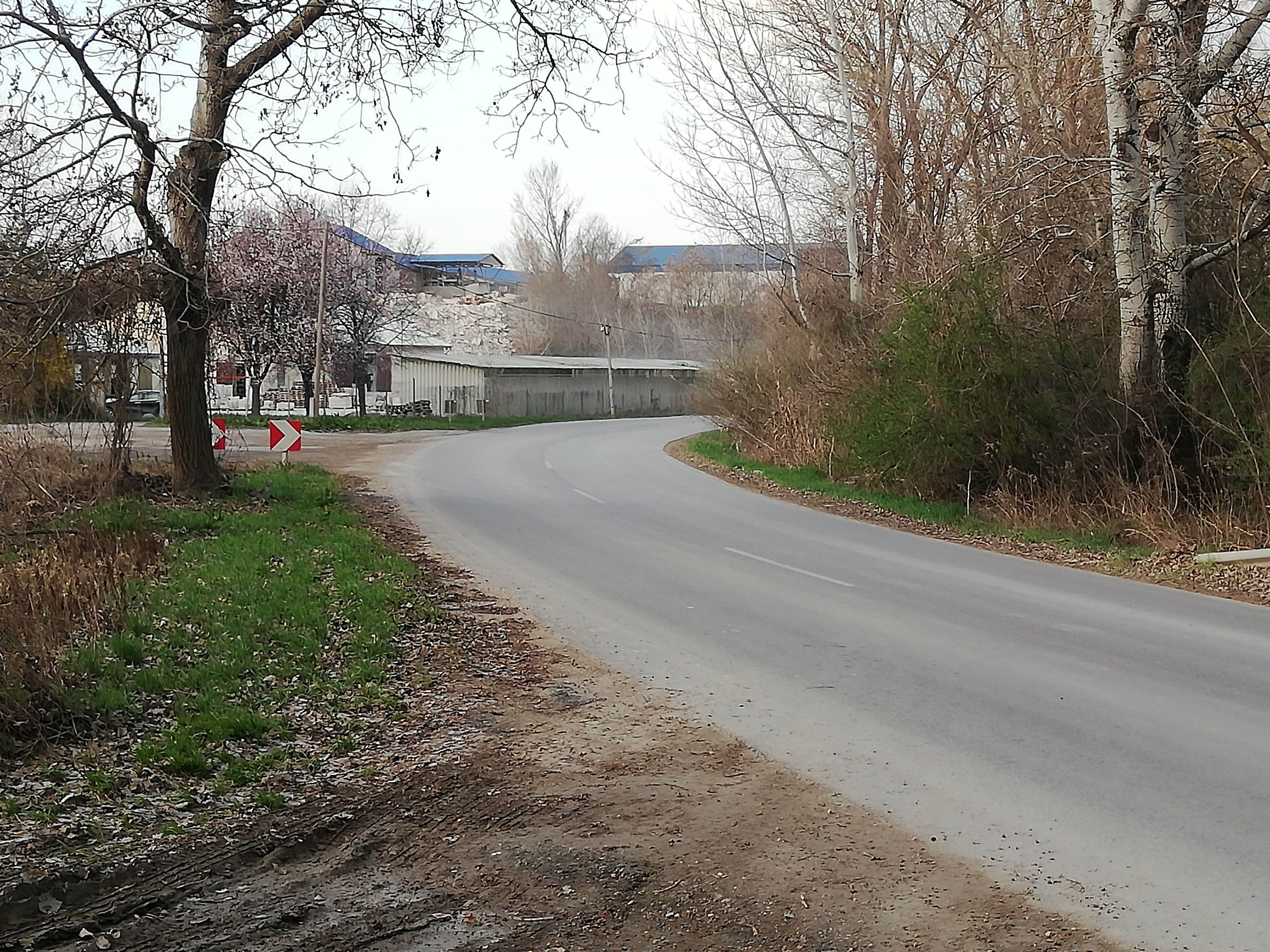
Az út Süttő külterületén, észak felé

Süttő központjában ágazik ki a 10-es főútból, annak a 61+800-as kilométerszelvénye közelében, dél felé. Bikoli út néven húzódik a belterület déli széléig, amit nagyjából fél kilométer megtétele után ér el. Sokáig (több mint 10 kilométeren át) a Bikol-patak völgyében halad, közben 4,5 kilométer után eléri Bikolpuszta településrészt, és néhány száz méteren át annak házai kísérik. 5,5 kilométer után kiágazik belőle egy korlátozott forgalmú erdészeti út délkelet felé, Pusztamarót irányába, ugyanott elhalad a Reviczky-kastély épületegyüttese mellett. A 7. kilométerénél Alsóvadács településrészt érinti, és már majdnem a 8. kilométerén is túljut, amikor átszeli Süttő déli határát.
Tardos külterületei között folytatódik, de nem sokáig, mert pár száz méter után – még mindig a patakot követve – Neszmély területére ér és körülbelül egy kilométernyi szakaszán ott folytatódik. Ezután azonban visszatér tardosi területre és körülbelül 12,3 kilométer után eléri annak első házait is. Ott előbb Arany János utca, majd egy irányváltás után Templom tér a települési neve, egy újabb iránytörést elhagyva pedig a Dózsa György utca nevet veszi fel. A belterület déli szélén, 13,6 kilométer után beletorkollik a 11 134-es számú mellékút, mely Agostyán felé biztosít összeköttetést, 15,8 kilométer után pedig keresztezi az 1128-as utat. Azonban itt még nem ér véget: röviddel ezután Vértestolna területére ér, e községet nagyjából 16,8 kilométer után éri el. Helyi neve Petőfi Sándor utca, a délkeleti falurészben pedig Tarjáni utca, így is hagyja el a község utolsó házait, mintegy 18,5 kilométer teljesítését követően. Nem sokkal ezután pedig véget is ér, visszatérve az 1128-as úthoz, annak 3+200-as kilométerszelvénye táján.
Teljes hossza, az országos közutak térképes nyilvántartását szolgáló kira.kozut.hu adatai szerint 19,098 kilométer.